# Informatorium školy mateřské

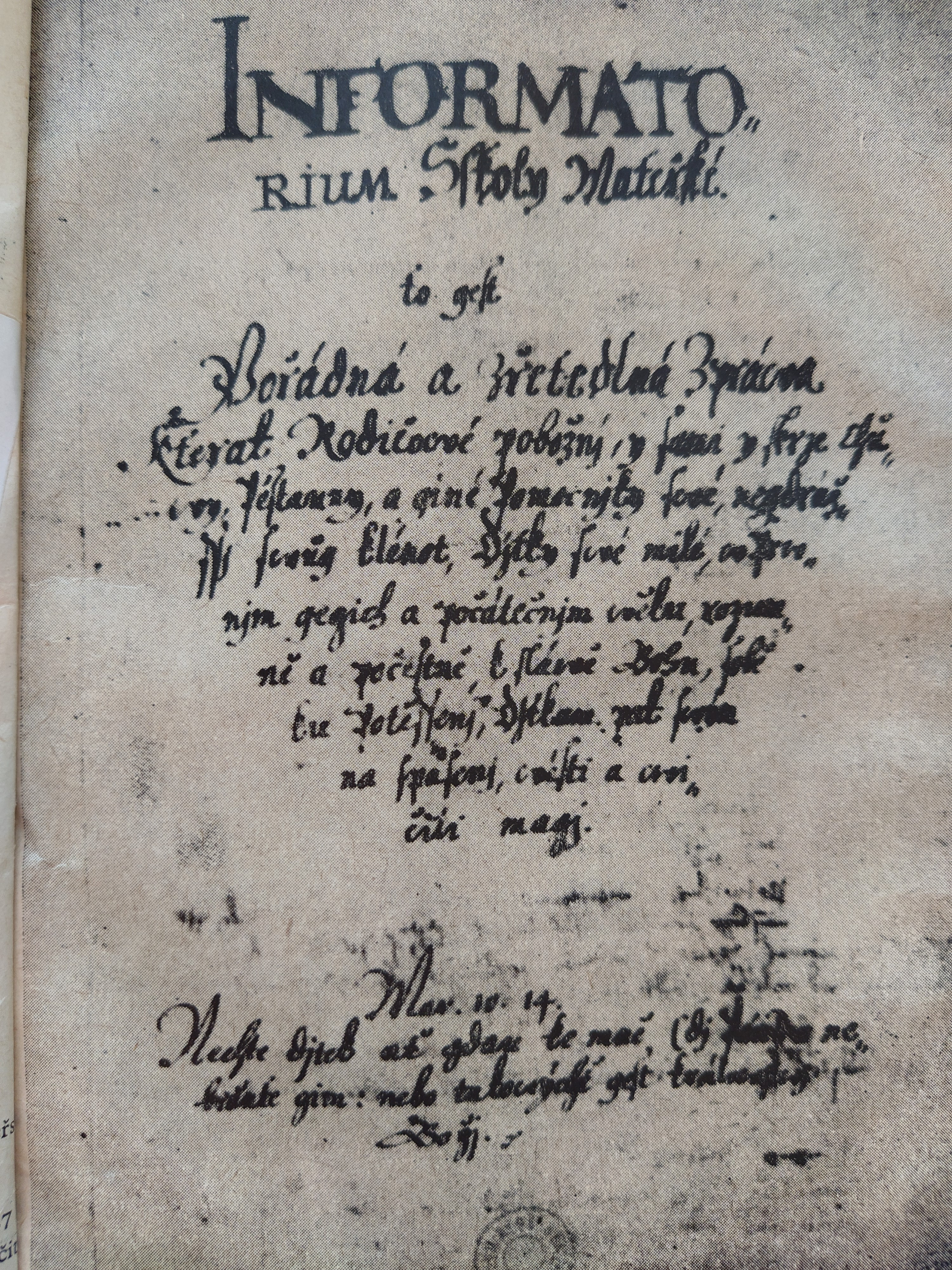
Titulní strana původního rukopisu díla

Informatorium školy mateřské (původně Soustavné pojednání o výchově předškolních dětí) je první spis z oboru předškolní výchovy ve světové literatuře, kterou napsal v roce 1632 Jan Amos Komenský v polském Lešně. Dílo vzniklo v důsledku snahy o reformu českého školství, v níž Informatorium mělo být součástí promyšleného plánu celoživotního vzdělání člověka, což bylo následně objasněno v Didaktice 

## Edice
Rukopis díla byl objeven v Lešně roku 1856 a tiskem poprvé vyšel roku 1858. Komenský přeložil toto dílo do němčiny roku 1633, zřejmě do polštiny roku 1636 a do latiny v roce 1653.

## Obsah
Kniha je rozdělena do dvanácti kapitol. Jedná se o příručku pro vychovatele nejmenších dětí podávající rozbor všech nejdůležitějších otázek předškolní výchovy. Komenskému jde o to, aby si vychovatel uvědomil, jak se dítě přirozeně seznamuje se světem. Již v tomto věku se dle něj tvoří předpoklad pro další vzdělávání. Styk dítěte s věcmi a jevy je možné ovlivňovat tak, aby bylo později připraveno na školní vyučování, k němuž je předškolní vzdělání přirozenou průpravou. V díle je zdůrazňována nutnost výchovné péče o děti nejútlejšího věku, přičemž je věnována pozornost nejen výchově dítěte matkou, ale i otcem a ostatními. 

## Ukázka z díla
| „                                              | Čím více dítě dělá, běhá, pracuje, tím lépe na to spí, tím lépe zažívá, tím lépe roste, tím lépe jadrnosti i čerstvosti tělo i mysl nabývá: toliko jen vždycky šetříc, aby bez urazu bylo. | “ |
| — J. A. Komenský: Informatorium školy mateřské | |   |

## Význam
Hlavním cílem Informatoria je snaha o reformu školského systému. Toto dílo je ojedinělé tím, že se jedná o první raně novověké systematické pojednání o výchově dětí v nejmladším věku. Své uplatnění našlo dílo především v pozdější době, nikoliv přímo v období života autora. Jedná se o první dílo tehdejší doby (17. století), v němž je zdůvodněna nutnost výchovné péče o děti nejútlejšího věku. Autor zdůrazňuje důležitost péče o dítě od jeho narození a též je popsán význam této výchovy do dalšího vývoje dítěte a jeho budoucího života.  Přestože dětská psychologie jako obor v tehdejší době ještě neexistovala, Komenského ideje neztratily na své aktuálnosti.